# Миливоје Мајсторовић
Миливоје Мајсторовић (Ваљево, 1943) српски је драмски писац и књижевник.

## Биографија
Дипломирао је на Академији за позориште, филм, радио и телевизију у класи професора Слободана Селенића.
Био је уметнички директор Народног позоришта у Суботици једну сезону и три сезоне уметнички директор Народног позоришта Тоња Јовановић у Зрењанину.
Ради као новинар и уредник ТВ Београд.
Његова драма Плакар награђена је 1969. на конкурсу Савеза студената.
У коауторству са Лазаром Стојановићем објавио је књигу сатиричних текстова Биће боље.
Он је био уредник хумористичке емисије на радију Београд 202.
Добитник је Награде „Бранислав Нушић”.
Члан је Удружења драмских уметника Србије.

## Одабрана делa
- Смех, само смех[1]
- Огањ у џепу[1]
- Плакар[1]
- Сиротице, Београдско драмско позориште[1]
- Pastür[1]
- Апсана или балада о Че Гевари[1]
- Једнодневна вишегодишња фарса[1]

ТВ драме
- Суседи, ТВ драма[1]
- Наш пријатељ Пепи, ТВ драма[1]